# Брат і сестра (фільм)
«Брат і сестра» (англ. Hare Rama Hare Krishna) —  індійський фільм 1971 року, знятий мовою гінді. Стрічка присвячена темі занепаду культури хіпі. У ньому представлені проблеми, пов'язані з впливом Заходу на індійське суспільство, зокрема вживанню наркотиків і розлученням. Ідея створення фільму виникла у Дева Ананда під час візиту до Катманду, де він став свідком моральної деградації місцевих хіпі. Стрічка мала величезний успіх в Індії , а Зінат Аман стала зіркою, отримавши премію «Filmfare» за найкращу жіночу роль другого плану  і «BFJA Award» за найкращу жіночу роль. 
Режисер і автор сценарію — Дев Ананд. 
У головних ролях — Дев Ананд і Зінат Аман.  
Музику до фільму написав Рахул Дев Бурман, а текст пісень — Ананд Бакши. Пісня «Dum Maro Dum» стала величезним хітом та залишається популярною в Індії донині. 

## Сюжет
У фільмі розповідається історія індійської сім'ї Джайсвал, що живе в Монреалі. Прашант (Дев Анад) і його сестра Джасбір (Зінат Аман) мають дуже гарні стосунки. Однак сварка між їхніми батьками призводить до розлучення. Прашант залишається зі своєю матір'ю, а Джасбір їде в Індію з батьком. Батько говорить своїй дочці, що її мати і брат померли. Мачуха поводиться з нею жорстоко, тому Джасбір тікає з дому та поселяється в комуні хіпі в Катманду. Тим часом Прашант стає авіапілотом. Дізнавшись про місцезнаходження своєї сестри, він відправляється в Непал і намагається визволити її.